# Villa Alexandre-Tansman
La villa Alexandre-Tansman est une voie du 16e arrondissement de Paris, en France.

## Situation et accès
La villa Alexandre-Tansman est une voie publique située dans le 16e arrondissement de Paris. Elle débute au 1, rue Lancret et se termine en impasse.
Le quartier est desservi par la ligne 9 à la station Exelmans.

## Origine du nom

Alexandre Tansman.

Elle porte le nom du compositeur Alexandre Tansman (1897-1986), qui a vécu une grande partie de sa vie dans le 16e arrondissement.

## Historique
La voie, créée sous le nom provisoire de « voie H/16 », est classée dans la voirie parisienne par un arrêté municipal du 29 avril 1997 et prend sa dénomination actuelle par un arrêté municipal du 30 décembre 1999.